# Lijst van voetbalinterlands Noord-Ierland - Servië en Montenegro
Deze lijst van voetbalinterlands is een overzicht van alle officiële voetbalwedstrijden tussen de nationale teams van Noord-Ierland en Servië en Montenegro. De landen speelden in totaal een keer tegen elkaar: een vriendschappelijke wedstrijd op 28 april 2004 in Belfast.

## Wedstrijden
| № | Plaats  | Datum         | Competitie        | Wedstrijd                            | Uitslag |
| - | ------- | ------------- | ----------------- | ------------------------------------ | ------- |
| 1 | Belfast | 28 april 2004 | Vriendschappelijk | Noord-Ierland – Servië en Montenegro | 1 – 1   |

## Samenvatting
| Competitie        | Totaal gespeeld | Winst Noord-Ierland | Gelijk | Winst Servië en M. | Doelsaldo Noord-Ierland – Servië en M. |
| ----------------- | --------------- | ------------------- | ------ | ------------------ | -------------------------------------- |
| Vriendschappelijk | 1               | 0                   | 1      | 0                  | 1 − 1                                  |
| Totaal            | 1               | 0                   | 1      | 0                  | 1 − 1                                  |

## Details

### Eerste ontmoeting
| Vriendschappelijk (Belfast, Verenigd Koninkrijk, 28 april 2004): |              | |
| Noord-Ierland | 1 – 1        | Servië en Montenegro |
| James Quinn 18' | goals        | 7' Veljko Paunović |
| Lawrie Sanchez | bondscoach   | Ilija Petković |
| Maik Taylor 46' Chris Baird Stephen Craigan Mark Williams Tony Capaldi Keith Gillespie 46' Tommy Doherty 78' Jeff Whitley 78' Philip Mulryne 46' David Healy 46' James Quinn 78' | opstellingen | Zoran Banović 83' Milivoje Ćirković Mladen Krstajić Goran Gavrančić Dušan Petković Ivica Dragutinović Albert Nađ Goran Trobok Zvonimir Vukić Mateja Kežman 69' Veljko Paunović |
| Roy Carroll 46' Steve Jones 46' Paul McVeigh 46' Gary Hamilton 46' Michael Hughes 78' Danny Sonner 78' Andrew Smith 78'                                                          | wissels      | 46' Milivoje Vitakić 46' Vladimir Ivić 69' Miloš Kolaković 83' Jovan Markoski                                                                                                  |
| Jeff Whitley 63' Tommy Doherty 77' James Quinn 77' | gele kaarten | 63' Albert Nađ 77' Mladen Krstajić |
| - Debuut van Zoran Banović, Milivoje Vitakić en Miloš Kolaković voor Servië en Montenegro.                                                                                       |              | |